# Bæjarfjall (kulle i Island, Västfjordarna, lat 65,64, long -23,83)
Bæjarfjall är en kulle i republiken Island. Den ligger i regionen Västfjordarna, 190 km nordväst om huvudstaden Reykjavík. Toppen på Bæjarfjall är 409 meter över havet.
Trakten runt Bæjarfjall är nära nog obefolkad, med mindre än två invånare per kvadratkilometer. Trakten runt Bæjarfjall består i huvudsak av gräsmarker.